# خمر (زابل)
خمر روستایی است در بخش مرکزی شهرستان هیرمند، استان سیستان و بلوچستان.

## جمعیت
این روستا در دهستان دوست محمد قرار دارد و بر اساس سرشماری سال ۱۳۸۵ جمعیت آن (۲۰۷ خانوار) ۱٬۰۳۰ نفر 
بوده است.

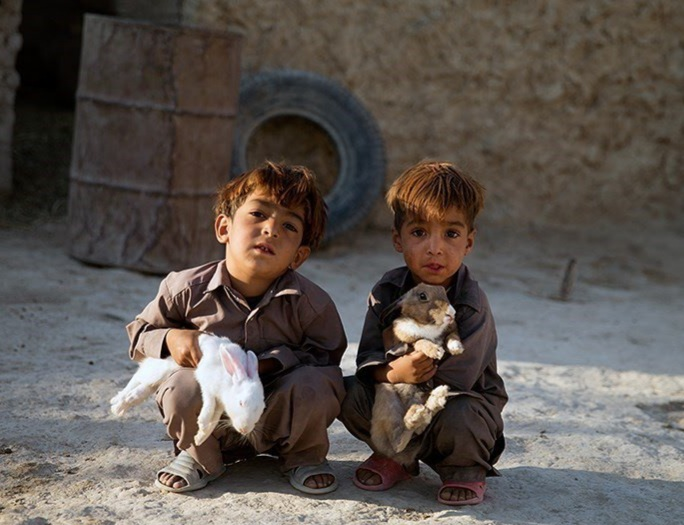
کودکان سیستانی در خمر

روستای خمر در ۳۰ کیلومتری شمال شرقی شهر زابل و ۵ کیلومتری شمال غربی روستای دوست محمد و در مسیر دوست محمد - قرقری قرار دارد و در منطقه‌ای دشت قرار دارد. ارتفاع آن از سطح دریا ۴۷۰ متر و آب و هوای آن گرم و خشک است.

## منبع
- کتاب گیتاشناسی ایران جلد سوم - عباس جعفری – چاپ ۱۳۸۴

1. ↑  «نتایج سرشماری ایران در سال ۱۳۸۵». درگاه ملی آمار. بایگانی‌شده از روی نسخه اصلی در ۲۱ آبان ۱۳۹۲.